# عاصي ديان
عاصي ديان (بالعبرية: אסי דיין‏) (و. 1945 – 2014 م) هو ممثل، ومخرج سينمائي، ومنتج أفلام، وكاتب سيناريو، وكاتب، وصحفي، وكاتب غنائي من إسرائيل .
توفي في تل أبيب، عن عمر يناهز 69 عاماً.

## روابط خارجية
- عاصي ديان على موقع IMDb (الإنجليزية)
- عاصي ديان على موقع ألو سيني (الفرنسية)
- عاصي ديان على موقع ميوزك برينز (الإنجليزية)
- عاصي ديان على موقع أول موفي (الإنجليزية)
- عاصي ديان على موقع قاعدة بيانات الأفلام السويدية (السويدية)
- عاصي ديان على موقع ديسكوغز (الإنجليزية)
- عاصي ديان على موقع قاعدة بيانات الفيلم (الإنجليزية)
- عاصي ديان على موقع كينوبويسك (الروسية)